# Кузьминка (Ленінградська область)
Кузьминка (рос. Кузьминка) — присілок у Всеволожському районі Ленінградської області Російської Федерації.
Населення становить 9 осіб. Належить до муніципального утворення Свердловське міське поселення.

## Історія
Від 1 серпня 1927 року належить до Ленінградської області.

## Населення
| 1838 | 1862 | 1939 | 1940 | 1958 | 1997 | 2002 |
| ---- | ---- | ---- | ---- | ---- | ---- | ---- |
| 19   | ↗31  | ↗140 | →140 | ↘35  | ↘1   | ↗30  |
| 2007 | 2010 | 2017 |      |      |      |      |
| ↗32  | ↘9   | →9   |      |      |      |      |